# Libro de los Epítomes

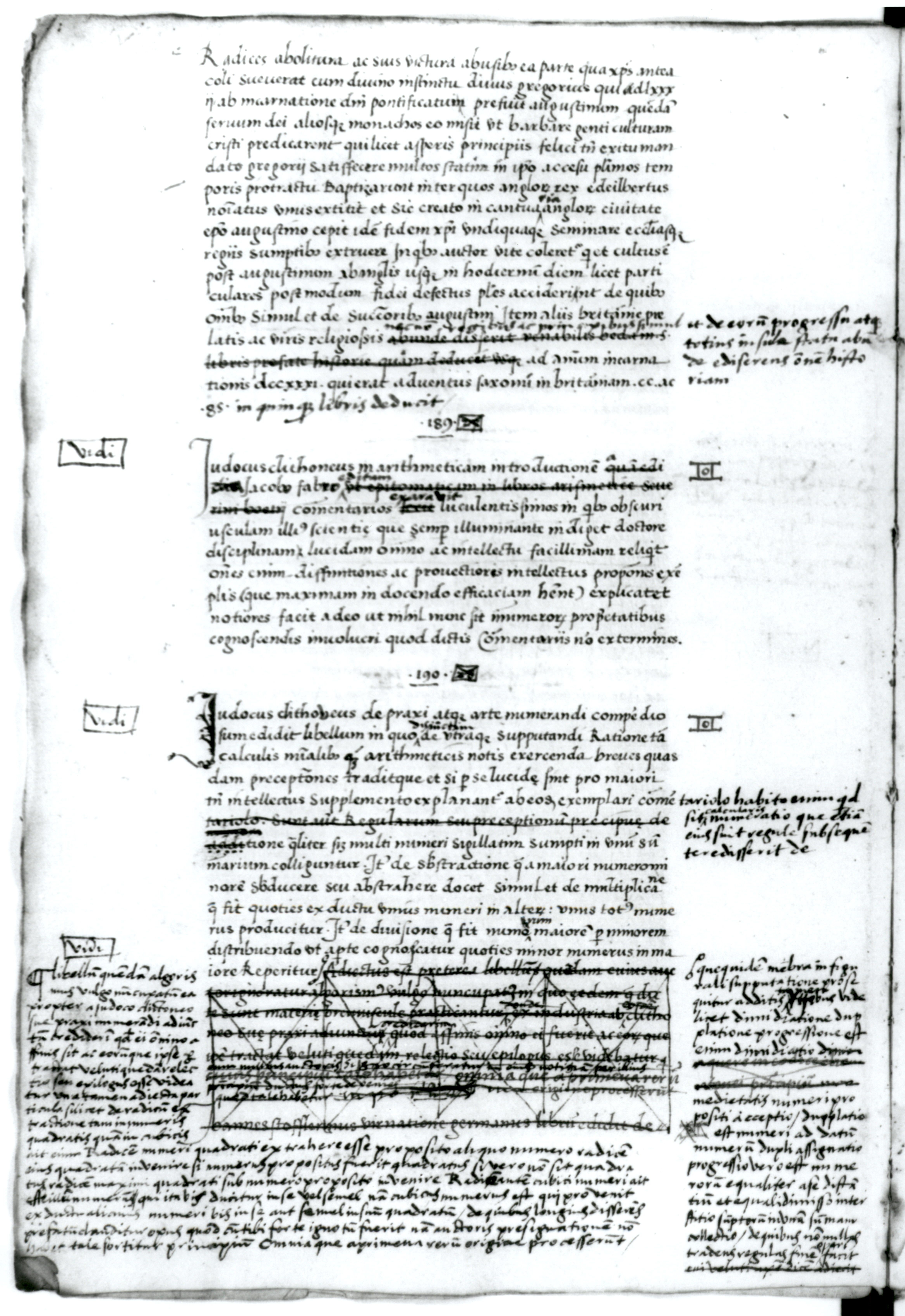
Libro de los Epítomes, fol.14

Le Libro de los epítomes (Livre des condensés) est un manuscrit de plus de 2 000 pages contenant les résumés des 15 à 20 000 livres que Fernand Colomb avait rassemblés au début du XVIe siècle afin de constituer une bibliothèque universelle. Cet imposant manuscrit est conservé à l'institut Arnamagnæan de l’Université de Copenhague.

## Contexte

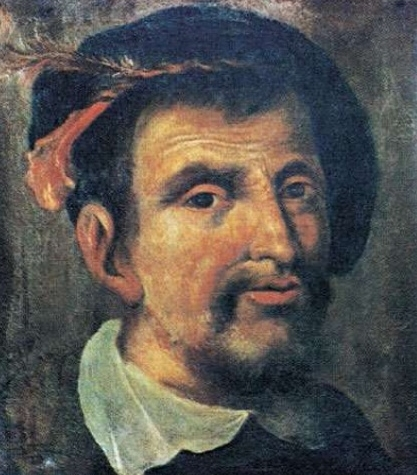
Fernand Colomb

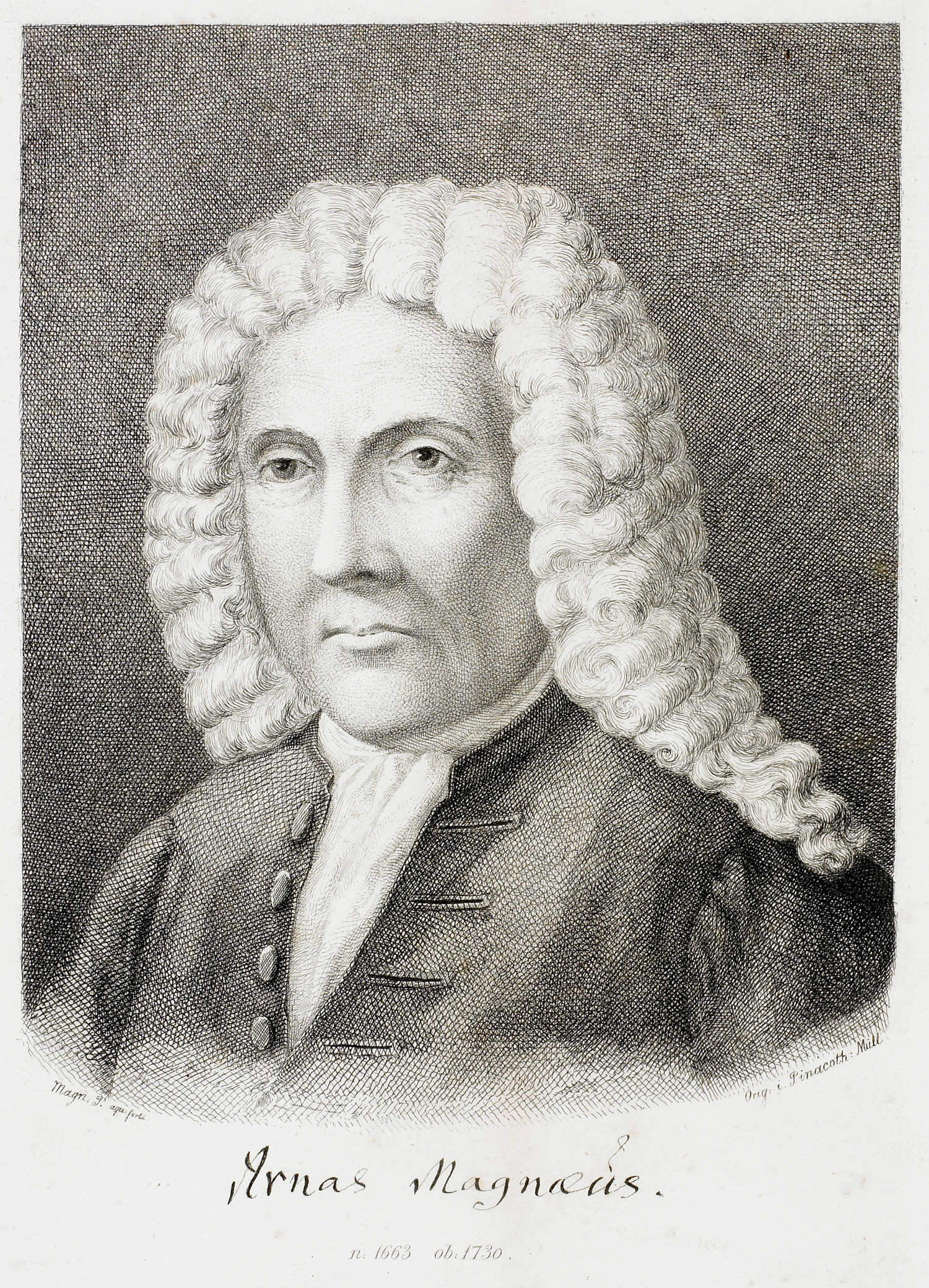
Árni Magnússon

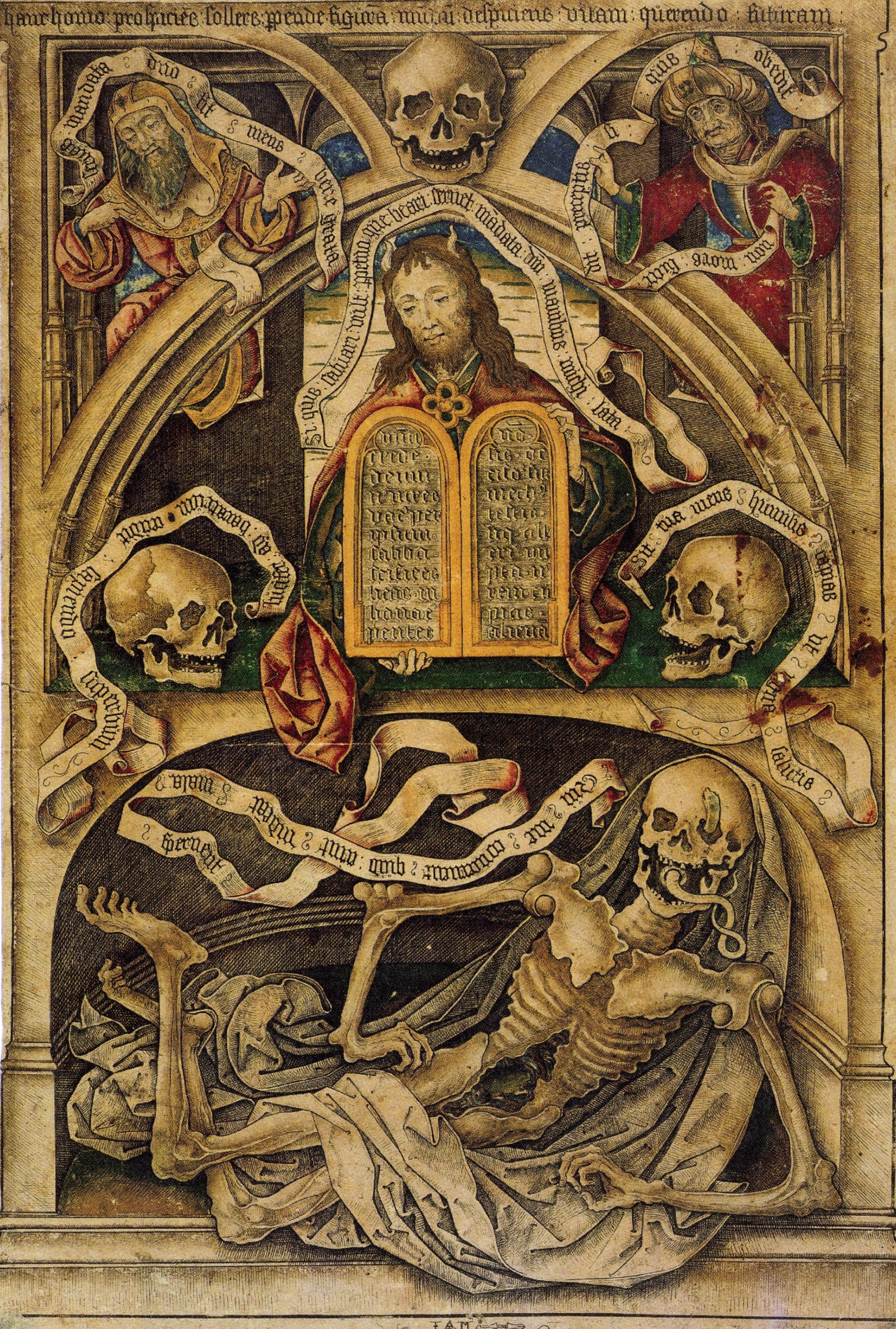
Allégorie de la brièveté de la vie (vers 1480-90) gravée sur vélin par un graveur anonyme. Typique des gravures également collectionnées par F. Colomb.

Fernand Colomb (1488-1539) est un bibliographe et cosmographe espagnol, fils illégitime de Christophe Colomb. Au début du XVIe siècle, il entreprend de constituer une bibliothèque contenant l'ensemble des livres publiés dans le monde, assemblant au cours de sa vie la quelque 15 à 20 000 ouvrages, constituant la plus importante bibliothèque de l'époque. À la différence des autres bibliophiles de son temps qui collectionnaient des manuscrits grecs et latins, Colomb a reconnu l'importance de l'imprimerie et s'est procuré en priorité des livres imprimés ainsi que des ouvrages populaires, telles des ballades, des circulaires, des almanachs et des journaux.
Le Libro de los Epitomes était conçu comme un instrument de recherche diffusé à de nombreux exemplaires en Espagne. Utilisé conjointement avec le Libro de materias (un index des matières) et la Tabula de Autores y Sciencias, il devait permettre à des lecteurs éloignés de prendre connaissance du contenu des livres sans devoir se rendre à Séville.
Après la mort de Colomb en 1539, sa collection a été transférée à la cathédrale de Séville en 1552. Seul le quart des ouvrages a survécu jusqu'à nos jours. La collection est maintenant conservée à la Bibliotheca Colombina, hébergée par l'Institut Colomb à Séville. 
Au XVIIIe siècle, le Libro de los epítomes a été acheté par le savant islandais Árni Magnússon (1663-1730) et légué à l'Université de Copenhague, où il était professeur.

## LeLibro de los epítomes
Pour créer cet ouvrage, Colomb a eu recours à une équipe de lecteurs ayant pour mission de rédiger un condensé de chacun des livres de sa bibliothèque. La longueur des entrées varie entre quelques lignes pour les œuvres secondaires et jusqu'à 30 pages pour les ouvrages importants, telle l'œuvre de Platon. Le livre, qui contient environ 2000 condensés, compte 982 feuillets (1964 pages) avec une épaisseur de 30 cm.

## Redécouverte
En 2013, un professeur québécois en histoire médiévale et de la Renaissance, Guy Lazure, met par hasard la main sur le catalogue de cette célébrissime bibliothèque alors qu'il effectuait des recherches dans la bibliothèque de l’Université de Copenhague.
En 2019, ce catalogue est identifié avec certitude comme le Libro de los Epítomes par deux spécialistes, le professeur José María Pérez Fernández de l’Université de Grenade et Edward Wilson-Lee, professeur à Cambridge, qui en établissent l’authenticité.
Un catalogue similaire de quelque 3200 imprimés de la collection de Colomb était déjà connu et avait été publié en 2004.

## Importance
Selon Edward Wilson-Lee, cet ouvrage est d'une importance majeure non seulement pour ses résumés d'ouvrages maintenant disparus mais aussi pour la lumière qu'il projette sur la façon dont on lisait à cette époque.
Ce manuscrit est conservé à l'institut Arnamagnæan de l’Université de Copenhague. La numérisation est en cours et de nombreuses pages sont déjà disponibles en ligne. En décembre 2019, Matthew James Driscoll, membre de cet institut, a obtenu une subvention de recherche de trois ans pour l'étudier en profondeur.